# MI-VAL
La MI-VAL è stata una casa motociclistica bresciana, attiva dal 1950 al 1968.

## Storia

### Il contesto
Durante la Repubblica di Salò l'importante industria bolognese di macchine utensili Officine Minganti, con buona parte delle maestranze, era stata trasferita nella provincia di Brescia, in previsione dell'avanzata delle Forze Alleate. Dopo la Liberazione l'azienda fece ritorno nella capitale felsinea, ma il direttore tecnico, l'ingegnere Ettore Minganti, dovette rinunciare alla trasferta per timore di possibili ritorsioni, dovute al suo passato di esponente del fascismo bolognese. Rimase quindi nel bresciano, cercando di impiantare una nuova azienda metalmeccanica e sfruttando le proprie conoscenze umane e professionali nel settore e le agevolazioni introdotte dal Piano Marshall.

### La fondazione

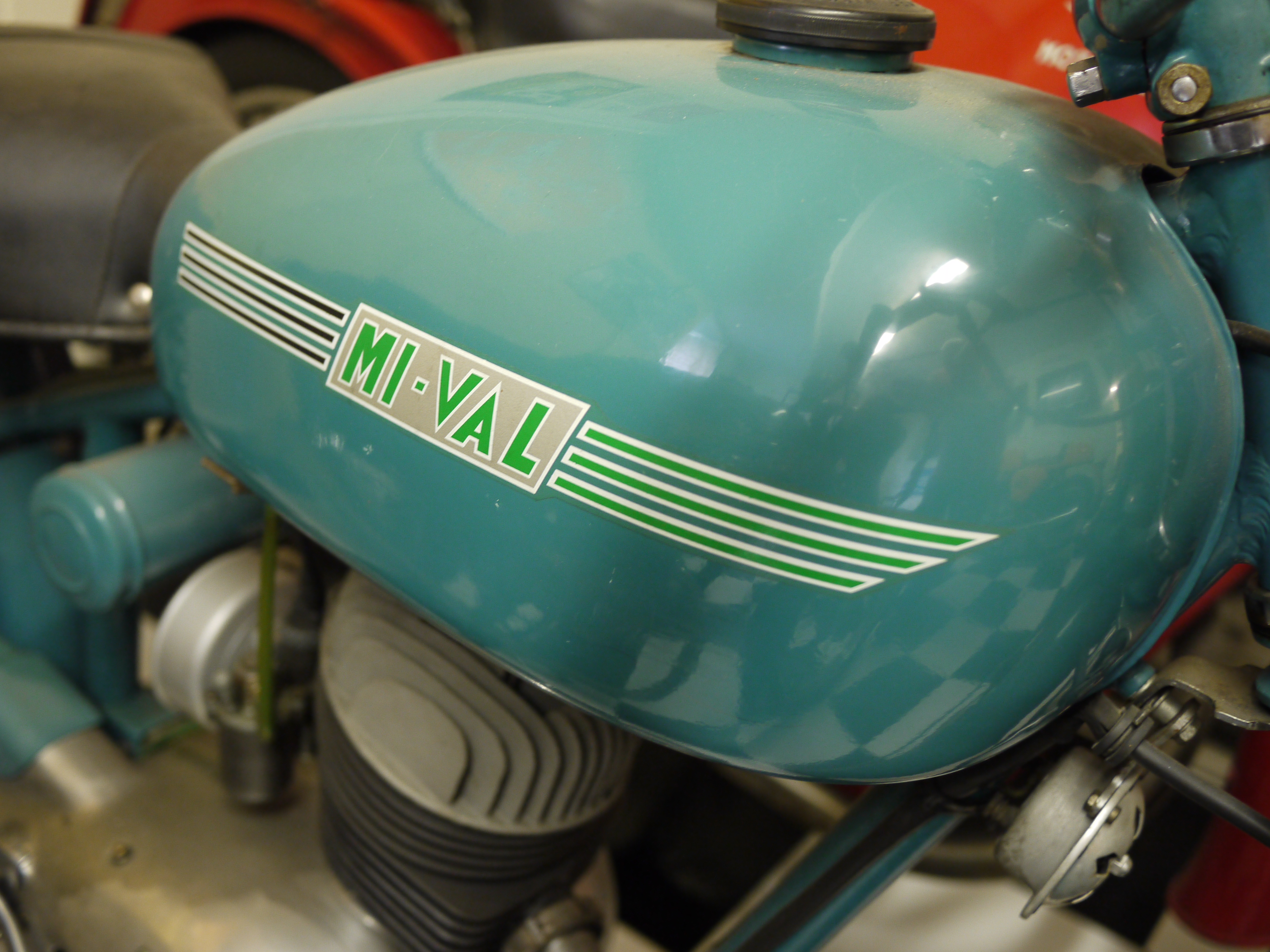
Serbatoio di un motociclo del 1952 con il marchio MI-VAL

Minganti riuscì a formare una cordata di imprenditori, composta da Pier Giuseppe Beretta, Giuseppe Benelli e Guglielmo Castelbarco Albani, che fornirono finanziamenti e appoggio tecnico per dare vita a una nuova fabbrica che si prefiggeva lo scopo di produrre mezzi di trasporto economici, grandemente richiesti nella fase di ricostruzione del Paese. Nel 1950 venne fondata la MI-VAL, acronimo di Minganti-Valtrompia, con sede a Gardone Val Trompia.
La filosofia costruttiva della MI-VAL si basò fin dall'inizio sulla produzione di motoveicoli economici e robusti, con motore a due tempi, prendendo ispirazione dalla tedesca DKW.

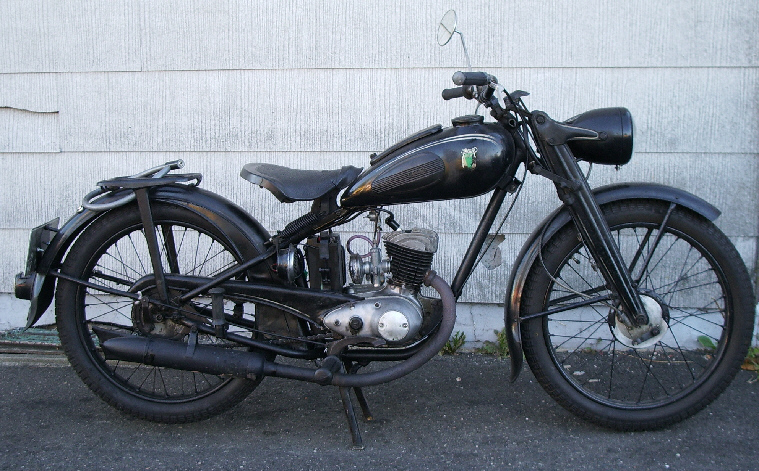
La DKW RT 125, ispirazione per la produzione MI-VAL

Sulla base del primo modello "125 T", la MI-VAL realizzò una serie di versioni che differivano solo in aggiornamenti estetici e piccole migliorie tecniche, riuscendo a offrire un'ampia gamma di prodotti con ridotti investimenti per progettazione e sviluppo.
In brevissimo tempo le moto MI-VAL divennero tra  centro e nord Italia, tra le più diffuse degli anni cinquanta, favorite dal prezzo accessibile, dalla semplice manutenzione e dai numerosi allestimenti che accontentavano i diversi gusti estetici.

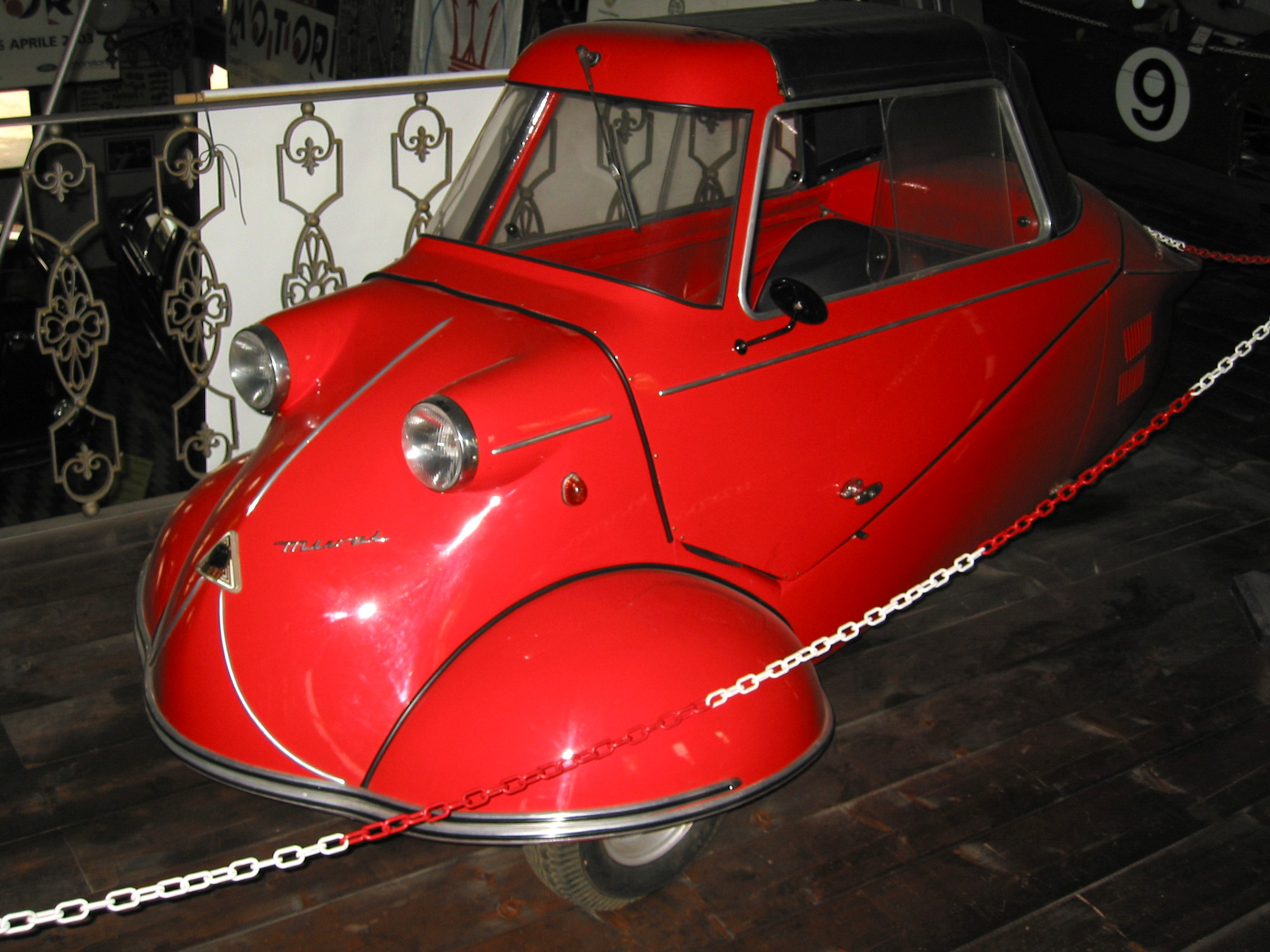
Microvettura del 1954

La buona riuscita commerciale convinse Minganti a ricercare maggiori contenuti tecnici, con la realizzazione di nuovi telai e motori, oltre a produrre motocarri leggeri e microvetture, ancora una volta rifacendosi alla produzione tedesca. Al XXXI Motosalone di Milano del 1953, infatti, fu presentato il "Mivalino", costruito su licenza della Messerschmitt.
Nella seconda metà dello stesso decennio fu iniziata la produzione di motocicli dotati di motore a quattro tempi.

### Declino e riconversione
La morte di Minganti e la contemporanea crisi del settore motociclistico di fine anni Cinquanta, a causa dell'avvento delle utilitarie, interruppe l'evoluzione tecnica della Mi-Val che venne assorbita dalla Fabbrica d'Armi Pietro Beretta. Mutato il significato dell'acronimo in Metalmeccanica Italiana-Valtrompia, la produzione motociclistica proseguì per alcuni anni con i modelli in listino e, soprattutto, con i ciclomotori, per essere più convertita alle macchine utensili. L'apparato commerciale dell'azienda motociclistica rimase in attività fino all'esaurimento delle scorte di magazzino, nel 1968.

## Le competizioni
Già a partire dal 1951 le MI-VAL furono impiegate nelle gare di regolarità, grazie all'impegno di alcuni concessionari. Le moto erano derivate dalle 125 due tempi stradali ed ottennero risultati incoraggianti che convinsero la dirigenza della Casa a produrre una piccola serie di moto pronto gara e a schierare anche una squadra di piloti ufficiali. Negli anni seguenti le MI-VAL conquistarono numerosi successi e titoli nazionali fino al 1957, ultima stagione di attività nella regolarità che si concluse con la vittoria assoluta alle Valli Bergamasche e il titolo italiano di classe 125.
Le MI-VAL vennero portate in gara anche nel motocross, a partire dal 1954, sempre grazie a concessionari e piloti privati che preparavano allo scopo le 175 due tempi stradali. Anche qui le moto bresciane ben figurarono, piazzandosi spesso a ridosso dei piloti sulle più performanti moto a quattro tempi. Nel 1956 debuttò la 175 quattro tempi da cross che però si rivelò fragile e difficile da mettere a punto. Un rinnovato impegno della casa ebbe origine dal Patto di astensione che causò il disimpegno della FB Mondial dal motocross, lasciando quindi liberi il forte pilota Emilio Ostorero e il valente tecnico torinese Giuseppe Carrù, responsabile della preparazione e dell'assistenza in gara. Grazie all'intermediazione del concessionario di Torino, si raggiunse un accordo biennale tra MI-VAL e Carrù per allestire delle moto da cross di classe 250 e 500. I progettisti MI-VAL disegnarono un nuovo motore quattro tempi monoalbero, declinato in due versioni da 250 cm³ e 350 cm³ e concepito espressamente per le competizioni, che fu poi realizzato da Carrù nella sua officina di Torino. Il tecnico si occupò anche del progetto e della costruzione della ciclistica. Fu quindi allestita una squadra con piloti Emilio Ostorero, Antonio Moretti e Cesare Bricarelli per tentare l'assalto al campionato italiano 1958. Grazie a diverse vittorie e piazzamenti, le MI-VAL vinsero il titolo di classe 500 con Ostorero e furono vicecampioni in 250 con Moretti. L'anno seguente, con una moto migliorata e di cilindrata incrementata a 400 cm³ Ostorero bissò il titolo in classe 500, mentre con la 250 lo perse per pochi punti. Al termine della stagione, con la scadenza dell'accordo biennale, la squadra venne sciolta e tutto il materiale MI-VAL fu ceduto a Carrù. Le sue moto furono continuarono a essere schierare saltuariamente in gara almeno fino al 1965.

## La produzione
Modelli storici dalla MI-VAL:
Ciclomotori
- 48 Presa Diretta
- 48 Frizione Automatica
- 48 Gran Turismo Lusso
- 48 3 Marce Super Sport
- 50 Competizione 4 marce
- 50 Cross Country

Motocicli
- 125 T
- 125 N
- 125 Nt
- 125 NS
- 125 GT
- 125 GS
- 125 GSa
- 125 GSr
- 125 GL
- 125 N/55
- 125 Na
- 125 M5L
- 125 4MT
- 125 4MT Lusso
- 125 6G "6 giorni"
- 125 6G Lusso
- 175 L
- 175 M5L
- 175 S
- 175 S/30
- 175 S/30
- 200 TV
- 200 Principe

Tre ruote
- KR 175 Mivalino
- Motocarro 150
- Motocarro 175

Competizione
- 125 2T Regolarità
- 175 2T Cross
- 175 4T Cross
- 250 4T Cross (MI-VAL/Carrù)
- 350/400 4T Cross (MI-VAL/Carrù)
- 175 Bialbero

Prototipi
- 250 4T
- 350 4T